# 軽井沢国際カーリング選手権大会
軽井沢国際カーリング選手権大会 (かるいざわこくさいカーリングせんしゅけんたいかい、英語: Karuizawa International Curling Championships) は、軽井沢アイスパークで毎年12月に開催されているカーリング大会。ワールドカーリングツアーの大会のひとつ。

## 歴史
1998年長野オリンピックを記念として、翌1999年より大会を開催。2014-2015シーズンからは、日本で初となるワールドカーリングツアーの大会のひとつとなった。
2020年大会は、新型コロナウイルス感染症拡大を受けて中止となった。代替大会として、第37回日本カーリング選手権大会ベスト4に入賞した男女各4チームによる「ワールドカーリングツアージャパン 日本TOPチーム強化試合 in 軽井沢」が開催された。

## 結果

### 1999–2012年
| 開催年 | 男子優勝（スキップ）                            | 女子優勝（スキップ）                    |
| ------ | ----------------------------------------------- | --------------------------------------- |
| 1999   | カナダ (ボブ・ターコット)                       | カナダ (キャシー・キング)               |
| 2000   | 日本 (敦賀信人)                                 | カナダ (シェリー・フレイザー)           |
| 2001   | フィンランド (マルック・ウーシパーヴァルニエミ) | カナダ (ナンシー・スミス)               |
| 2002   | カナダ (グレグ・モンクマン)                     | スウェーデン (マルガレータ・リンダール) |
| 2003   | カナダ (ポール・プストヴァー)                   | スイス (マニュエラ・コルマン)           |
| 2004   | カナダ (ブライアン・ゲスナー)                   | カナダ (シェリル・バーナード)           |
| 2005   | カナダ (パット・シモンズ)                       | 日本 (目黒萌絵)                         |
| 2006   | カナダ (ライアン・フライ)                       | カナダ (クリスタル・ウェブスター)       |
| 2007   | アメリカ合衆国 (グレイグ・ディッシャー)         | カナダ (ジョアン・リッツォ)             |
| 2008   | カナダ (ジョエル・ジョーディソン)               | 日本 (土屋由加子)                       |
| 2009   | カナダ (ボブ・ウルセル)                         | スイス (マニュエラ・コルマン)           |
| 2010   | カナダ (クリス・バズビー)                       | カナダ (ホリー・ニコル)                 |
| 2011   | 日本 (両角友佑)                                 | カナダ (ジェニファー・ジョーンズ)       |
| 2012   | 日本選抜 (両角友佑)                             | カナダ (ローラ・クロッカー)             |

### 2013年以降

#### 男子
| 開催年 | 優勝スキップ                                   | 準優勝スキップ                                 |
| ------ | ---------------------------------------------- | ---------------------------------------------- |
| 2013   | キム・チャンミン                               | 両角友佑                                       |
| 2014   | ケヴィン・クーイ                               | ソン・セヒョン                                 |
| 2015   | ディヴィッド・マードック                       | パット・シモンズ                               |
| 2016   | トム・ブリュースター                           | ディヴィッド・マードック                       |
| 2017   | 両角友佑                                       | キム・チャンミン                               |
| 2018   | リード・カラザーズ                             | 松村雄太                                       |
| 2019   | 松村雄太                                       | ニクラス・エディン                             |
| 2020   | 新型コロナウイルス感染症の流行の影響により中止 | 新型コロナウイルス感染症の流行の影響により中止 |
| 2021   | COVID-19の影響により中止                       | COVID-19の影響により中止                       |
| 2022   | 栁澤李空                                       | 両角友佑                                       |
| 2023   | ブラッド・グシュー                             | 佐藤剣仁                                       |
| 2024   | マルク・ムスカテヴィッツ                       | 栁澤李空                                       |

#### 女子
| 開催年 | 優勝スキップ                                   | 準優勝スキップ                                 |
| ------ | ---------------------------------------------- | ---------------------------------------------- |
| 2013   | ビニア・フェルチャー                           | 小笠原歩                                       |
| 2014   | ジェニファー・ジョーンズ                       | 金恩貞                                         |
| 2015   | 小笠原歩                                       | 藤澤五月                                       |
| 2016   | キム・ウンジ                                   | マルガレータ・シグフリドソン                   |
| 2017   | 藤澤五月                                       | 松村千秋                                       |
| 2018   | アンナ・シードロヴァ                           | 吉村紗也香                                     |
| 2019   | アンナ・シードロヴァ                           | 藤澤五月                                       |
| 2020   | 新型コロナウイルス感染症の流行の影響により中止 | 新型コロナウイルス感染症の流行の影響により中止 |
| 2021   | COVID-19の影響により中止                       | COVID-19の影響により中止                       |
| 2022   | 金恩貞                                         | ケリー・エイナーソン                           |
| 2023   | 北澤育恵                                       | 金恩貞                                         |
| 2024   | 吉村紗也香                                     | アンナ・ハッセルボリ                           |